# Медіа-організація Південно-Східної Європи
Медіа-організація Південно-Східної Європи (англ. South East Europe Media Organisation, SEEMO) — це регіональна неурядова неприбуткова мережа редакторів, керівників засобів масової інформації та провідних журналістів в Південній, Східній та Центральній Європі. Організація прагне створити міст задля міжнародної медіа-діяльності та розвитку медіа в регіоні. Вона має штаб-квартири / національні комітети в декількох країнах. Всього в SEEMO входять 33 держави-члени: Албанія, Вірменія, Азербайджан, Білорусь, Боснія-Герцеговина, Болгарія, Хорватія, Кіпр, Чехія, Естонія, Грузія, Греція, Угорщина, Казахстан, Косово, Киргизстан, Латвія, Литва, Македонія, Молдова (з територією Придністров'я), Чорногорія, Польща, Румунія, Росія, Сербія, Словаччина, Словенія, Таджикистан, Туркменістан, Туреччина, Україна та Узбекистан.

## Історія створення
SEEMO була заснована у жовтні 2000 року в Загребі, Хорватії, групою провідних редакторів, керівників засобів масової інформації та професорів журналістики з Південно-Східної Європи, в присутності представників міжнародних інституцій.
SEEMO була частиною Міжнародного інституту преси (IPI) з 2000—2015 рр., З 2016 р. Вона працює незалежно.
Генеральний секретар SEEMO, який ініціював заснування, Олівер Вуйовіч — колишній журналіст та експерт з питань зв'язків з громадськістю, політичних відносин та бізнесу.

## Сучасна активність
Одним з основних напрямів роботи SEEMO є захист свободи преси, допомога журналістам та ЗМІ в Південно-Східній Європі. Понад 60 відсотків прес-релізів SEEMO та листів протестів перед державними та іншими посадовими особами мали позитивні результати в минулому. Кожен протест поширюється серед провідних регіональних та міжнародних засобів масової інформації, національних та міжнародних, урядових та неурядових організацій, політиків, а також публічних осіб та установ.
В минулому SEEMO надав безпосередню допомогу журналістам у регіоні, надаючи їм технічне обладнання та іншу допомогу. SEEMO також надав необхідну допомогу журналістам, які отримали загрози смерті.
SEEMO налічує понад 1650 головних редакторів, керівників засобів масової інформації та провідних журналістів з Південно-Східної Європи як окремих членів, а також більше 100 медіа-центрів та організацій як корпоративних членів.

### Протестові листи
SEEMO здійснює моніторинг свободи преси у Південно-Східній Європі та реагує на загрози та напади на журналістів та ЗМІ шляхом відправки протестів до урядів, міжурядових організацій, а також компаній чи окремих політичних або інших груп. Ці загрози нерідко доводять до уваги SEEMO своїми членами, багато хто з яких переживає такі труднощі при виконанні своєї професії.

### Місії свободи преси (місії з пошуку фактів)
SEEMO веде місії до країн, де свобода преси знаходиться під загрозою, проводить зустрічі з державними посадовими особами, дипломатами, журналістами та неурядовими організаціями, а також забезпечує юридичне представництво та підтримку у судових справах.
У 2009 році SEEMO організувала місію задля свободи преси до Сербії, де делегація зустрілася з міністром внутрішніх справ Сербії Івіці Дачич, а також з більш ніж 70 представниками засобів масової інформації.
У 2011 році SEEMO організувала місію з питань свободи преси в Хорватії, де група зустрілася з президентом Хорватії Іво Йосиповичем та більш ніж 60 представниками ЗМІ з Хорватії, місії з свободи преси в Чорногорії (зустрічі з прем'єр-міністром Ігорем Луксіком та понад 30 представниками засобів масової інформації), Македонії (зустрічі з президентом Джорджем Івановим та прем'єр-міністром Ніколою Груєвським та більш ніж 40 представниками засобів масової інформації) та Косово (зустрічі з президентом Косова Афітеєм Джахджага та прем'єр-міністром Хашимом Тхачі та більш ніж 50 представниками засобів масової інформації).
Місії в 2012 році: Сербія (у лютому 2012 року, зустріч з міністром внутрішніх справ Івіці Дачич) та Болгарія.
У 2014 році SEEMO організував з IPI місію зі свободи преси до Словенії та Хорватії.
2015 році — до Греції. SEEMO також організувала три місії до Угорщини, одну місію до Словаччини та одну місію до Боснії та Герцеговини.

## Публікації
Починаючи з 2004 року, SEEMO публікує журнал De Scripto, щоквартальний журнал для країн Південно-Східної Європи.
SEEMO також випускає Довідник з питань засобів масової інформації в Південній, Східній та Центральній Європі (до 2008 року Довідник з питань ЗМІ в Південно-Східній Європі), щорічну публікацію, що стосується медіа-розробок у регіоні, яка включає обрані медіа контакти. З 2004 друкується Албанською, Сербською / Хорватською / Боснійською / Чорногорською, Англійською.
Інші книги:
- Злоцин о 19.30 Кемаль Курсфайх (опубліковано в 2003 році в Сараєво та в 2004 році в Белграді від SEEMO;
- ЗМІ та меншини у Південно-Східній Європі (опубліковано в 2006 році);
- Довідник для журналістів-розслідувачів у Східній Європі;
- ЗМІ, маркетинг та бізнес;
- Жінки, чоловіки та медіа.

Інші публікації:
- Істражівацьке новінарство (сербська, хорватська, боснійська та чорногорська мова);
- Державна служба в Південно-Східній та Центральній Європі;
- SEEMO Safety Net Manual (на 12 мовах);
- Насильство в державі та свобода слова в Греції;
- М'яка цензура в Македонії;
- М'яка цензура в Болгарії.